# 박지훈 (법조인)
박지훈(한국 한자: 朴指勳, 1976년 1월 13일~)은 예비역 육군 군법무관 소령 출신이자, 2011년 6월 13일 예편 후 법과대학의 법학과의 객원급 겸임교수 등을 지냈었던 변호사 겸 대학 교수이고 법조인 겸 교육인으로, 본관은 밀양(密陽)이다.

## 경력
- 2001년 : 제15회 군법무관 임용시험 합격
- 육군본부 중앙수사단 검찰관
- 육군 제11사단 법무참모장교
- 2008년 : 대한민국 육군 군판사
- 육군종합행정학교 법무병과 학과장
- 육군 제1군사령부 검찰부장
- 국방부 인권정책담당 법무관
- 2010년 : 국방부 민사소송담당법무관
- 2012년 : 법무법인 열린사람들 변호사
- 2014년 : 법무법인 디딤돌 변호사
- 2022년 : 법무법인 여기 변호사

## 학력
- 1991년 ~ 1994년: 영남고등학교 졸업
- 1994년 ~ 1998년: 경북대학교 공법학과 학사
- 2006년 ~ 2008년: 고려대학교 법무대학원 의료법학과 법학석사
- 2010년 ~ 2013년: 단국대학교 대학원 법학박사

## 방송
- 2013년 MBC 《컬투의 베란다쇼》
- 2013년 TV조선 《TV로펌 법대법》
- 2014년 JTBC 《사건반장》
- 2014년 KBS1 《나를 따르라》
- 2014년 KBS2 《가족의 품격 풀하우스》
- 2014년 TV조선 《돌아온 저격수다》
- 2014년 KBS2 《위기탈출 넘버원》
- 2014년 MBC 《세바퀴》
- 2014년 채널A 《내조의 여왕》
- 2014년 KBS2 《가족의 품격 풀하우스》
- 2015년 TV조선 《TV로펌 법대법》
- 2015년 MBN 《기막힌 이야기 실제상황》
- 2016년 KBS N 스포츠 《불야성》
- 2017년 MBN 《내 손안의 부모님》
- 2017년 TV조선 《원더풀데이》
- 2017년 MBC 《마이 리틀 텔레비전》
- 2017년 TBS 교통방송 《tbs 대선포차》
- 2018년 MBC 표준FM 《박지훈의 세계는 그리고 우리는》
- 2018년 MBC 《생방송 오늘아침》
- 2018년 MBC 《실화탐사대》
- 2019년 채널A 《행복한 아침》
- 2019년 EBS 《자이언트 펭TV》
- 2021년 OBS 《막전막후》
- 2021년 TBS 《짤짤이쇼》[2]
- 2022년 YTN라디오 《뉴스킹 박지훈입니다》
- 2022년 MBC 《미스터리 음악쇼 복면가왕》

### 드라마
- 2023년 JTBC 《신성한, 이혼》- 시사 OUT TV 채널 운영자 역 (특별출연)